# Mariupol
Mariupol (ukrajinsko Маріуполь, Mariupol’ ; tudi ukrajinsko Маріюпіль, latinizirano: Marijupil’ rusko Мариуполь, latinizirano: Mariupol; grško Μαριούπολη, latinizirano: Marioúpoli) je mesto v jugovzhodni Ukrajini, ki se nahaja na severni obali Azovskega morja ob ustju reke Kalmius. Po oceni 2021 je bil deseto največje mesto v Ukrajini in drugo največje mesto v Donecki oblasti s 431.859 prebivalci.
Mariupol je bil ustanovljen na mestu nekdanjega kozaškega tabora po imenu Kalmius in je mestne pravice dobil leta 1778. Bil je središče trgovine z žitom, metalurgije in težke industrije, vključno z Leninovim metalurškim kombinatom in jeklarno Azovstal. Mariupol je igral ključno vlogo pri industrializaciji Ukrajine. Od leta 1948 do 1989 se je mesto imenovalo Ždanov po sovjetskem funkcionarju Andreju Aleksandroviču Ždanovu kot del prakse preimenovanja mest po komunističnih voditeljih.

## Rusko-ukrajinska vojna
Po vojni v Donbasu, ko je mesto Doneck leta 2014 postalo glavno mesto samooklicane Donecke ljudske republike, je Mariupol postal začasno upravno središče Donecke oblasti. Mesto so 13. junija 2014 zavarovale ukrajinske čete, od takrat pa je bilo večkrat napadeno.
Med rusko invazijo na Ukrajino 2022 je bilo mesto oblegano in močno poškodovano. Ukrajinske oblasti so manj kot mesec dni po napadu poročale, da je približno 90 % zgradb v Mariupolu poškodovanih ali uničenih. Humanitarni delavec iz Rdečega križa je razmere opisal kot "apokaliptične" z zaskrbljenostjo za humanitarne razmere, ki jih povzročajo huda škoda na infrastrukturi, dostop do sanitarij in pomanjkanje hrane. 20. maja 2022 so se predali zadnji ukrajinski odporniki iz jeklarne Azovstal, s čimer je ruska vojska v celoti prevzela nadzor nad mestom.

### Ruska okupacija
Pojavile so se obtožbe o kršitvah človekovih pravic, ki so jih izvedle ruske sile v Mariupolu, in obtožbe o vojnih zločinih. Mesto je 13. marca 2022 dobilo naziv Herojsko mesto Ukrajine.
13. maja 2022 so okupacijske oblasti začele z odstranjevanjem ruševin, Ruska vojska pa s čiščenjem in razminiranjem Azovstala. Proces čiščenja mesta je AP opisal kot izbris vseh sledi Ukrajine in prikrivanje dokazov vojnih zločinov. Šole v Mariupolu so začele prakticirati ruski kurikulum, radio in televizijski oddajniki so začeli oddajati ruske programe, mnoge ulice in trgi so bili iz svojih zgodovinskih imen preimenovani v imena, ki so jih nosili v Sovjetski zvezi. 30. septembra 2022 je Mariupol aneksirala Rusija, česar pa mednarodna skupnost ne priznava.
Konec leta 2022 je agencija Associated Press iz satelitskih posnetkov v okupiranem Mariupolu potrdila vsaj 10.300 novih grobov. Del grobov so okupacijske oblasti skopale v obliki jarkov, kar nakazuje na možnost masovnih grobov. Nekatere gomile so imele označena posamezna imena, večina pa le številke, na nekaterih je bilo številk več, kar nakazuje na možnost več trupel. Strokovnjaki za grobišča iz vojnih območij so opozorili, da je zaradi množičnih pokopov število umrlih verjetno večje od števila grobov
Avgusta 2023 je Institute for the Study of War (ISW) poročal o ruskem desetletnem načrtu za etnično očiščenje okupiranega Mariupola prek deportacije preživelih Ukrajincev in naseljevanja Rusov. Rusi v sklopu rusifikacije sistematično zasegajo domove Ukrajincev in preživele silijo v menjavo potnih listov. Rusija je medtem »obnovo« mesta, ki so ga uničili, zastavila za »megaprojekt« za katerega so namenili veliko denarja. Predstavili so »načrt obnove« mesta, ki je bil v resnici kopija ukrajinskega načrta iz 2016. Sproducirali so mnoge propagandne posnetke, po katerih se naj bi življenje vrnilo v tirnice, prebivalci se veselijo ruske oblasti, novogradnje na mestu stavb, ki so jih uničili, pa vabijo Ruse. Preživeli Mariupolčani so rusko propagando izpostavili kot laž - še vedno živijo v poškodovanih stanovanjih, novogradnje, ki so bile opisane kot Potemkinova vas, pestijo hudi problemi s kvaliteto in korupcijo ter so namenjene samo Rusom in kolaborantom.
2023 je izšel dokumentarec posnet med obleganjem Mariupola, 20 dni v Mariupolu, ki je 2024 prejel nagrado Oskar.
Junija 2024 je organizacija Global Rights Compliance mednarodnemu kazenskemu sodišču predala poročilo o ruskem načrtnem stradanju prebivalcev Mariupola in o namernem uničenju energetske, zdravstvene in komunalne infrastrukture mesta. Poročali so, da je med obleganjem in okupacijo bilo ubitih 22.000 ljudi oz. približno 5% predvojnega prebivalstva mesta. Po nekaterih ocenah so številke lahko še 3x višje.

## Pomembni ljudje
- Sergej Baltača (rojen 1958), sovjetski nogometaš in menedžer. Podprvak na UEFA Euro 1988 in bronasti na olimpijskih igrah 1980.
- Arhip Kuindži (1842–1910), ruski krajinski slikar grške narodnosti
- Ivan Ivanovič Mavrov (1936–2009), ukrajinski zdravnik
- Vjačeslav Polozov (rojen 1950), sovjetski operni pevec, rojen v Mariupolu
- Igor Radivilov (rojen 1992), član ukrajinske gimnastične reprezentance na olimpijskih igrah v Londonu 2012 in dobitnik bronaste medalje v preskoku pri moških
- Alexander Sacharoff (1886–1963), judovski plesalec, učitelj in koreograf
- Vjačeslav Voron (rojen 1967), ruski in ukrajinski kantavtor, pevec, skladatelj, glasbeni producent
- Gana Zatonskih (rojena 1978), šahistka
- Andrej Aleksandrovič Ždanov (1896–1948), sovjetski politik
- Nikki Benz (rojena 11. decembra 1981), pornografska igralka
- Diana Hadžijeva (rojena 1989), je zastopala Azerbajdžan na tekmovanju za pesem Evrovizije 2017